# Żukiwci (obwód winnicki)
Żukiwci (ukr. Жуківці) – wieś na Ukrainie, w obwodzie winnickim, w rejonie żmeryńskim. W 2001 roku liczyła 855 mieszkańców.
W pobliżu znajduje się przystanek kolejowy Żukiwci, położony na linii Żmerynka – Odessa.